# Demre
Demre je mesto in okrožje v provinci Antalya na sredozemski obali Turčije, poimenovano po reki Demre.
Sodobno mesto Demre je likijsko mesto Mira, dom svetega Nikolaja. Okrožje je bilo znano kot Kale, dokler ga niso leta 2005 preimenovali. Večina krščanskih Grkov je živela v Demreju (Miri) do 1920-ih, ko so se morali preseliti v Grčijo kot del izmenjave prebivalstva med Grčijo in Turčijo leta 1923 . Zapuščene grške vasi v regiji so osupljiv opomnik tega izseljevanja. Zapuščene grške hiše je še vedno mogoče videti v Demreju in regijah Kalkana, Kaş in Kaye, ki je grško mesto duhov. Majhna populacija turških kmetov se je preselila v regijo, ko so se Grki odselili. Regija je danes priljubljena med turisti, zlasti krščanskih romarjev, ki obiščejo grob svetega Nikolaja.

## Geografija
Demre leži na obali polotoka Teke, zahodno od antalijskega zaliva, z gorovjem Taurus v ozadju. Gore so gozdnate, obalni pas pa je iz dobre zemlje, ki jo prinašajo gorske reke. Podnebje je značilno mediteransko, z vročimi suhimi poletji in toplimi vlažnimi zimami.
Preden se je v 80. letih začel turistični razcvet, je bilo lokalno gospodarstvo odvisno od kmetijstva, ki je še danes pomembno. V vasi Demre gojijo  granatna jabolka (Punica granatum) in agrume, zdaj pa je v rastlinjakih vse leto veliko sadja in zelenjave. Tudi zaradi bogate zgodovine, znamenitosti, kot je otok Kekova, morja in toplega vremena, je ta obala zelo priljubljena pri turistih iz Turčije in vse Evrope, čeprav Demre še vedno nima toliko turistov, ko jih uživajo okrožja bližje letališču Antalya. Nekatere lokalne rokodelske obrti, kot so izdelava preprog in dogodki, kot je letni festival kameljih bojev (turško deve güreşi - je šport, v katerem se dva kamelja samca spopadata kot odgovor na samico, ki jo vodijo pred njima), prinašajo dodaten zaslužek.
Domača kuhinja vključuje ribe in druge morske jedi iz Sredozemlja.

## Demografija
Po popisu leta 2010 je imelo okrožje 25 078 prebivalcev. [5] Mesto ima po oceni 16.299 prebivalcev. Okrožje Demre ima eno občino (Beymelek) in devet vasi.

## Zgodovina
Za podrobnosti o zgodovini in arheologiji mesta glej Mira in Nikolaj iz Mire.
Mira je bilo eno najpomembnejših mest v starodavni Likiji. Najdeni so bili kovanci iz leta 300 pred našim štetjem, logično pa je bilo, da je mesto moralo biti ustanovljeno stoletja prej. Mesto je uspevalo kot del Rimskega cesarstva in imelo veliko javnih zgradb.

## Znamenitosti
- Številne grobnice z določenim lokalnim slogom.
- Rimsko gledališče in drugi ostanki rimske Mire v mestu Demre.
- Grobnice vklesane v skale.
- Cerkev svetega Nikolaja iz Mire, v čast škofu in človeku.
- Antični mesti Andriake in Simena
- Izlet z ladjo do otokov in potopljene ruševine Kekova

## Partnerska mesta
- Nemčija Elzach, Nemčija